# V. i M. Skala
V. i M. Skala este o arie protejată (sit de importanță comunitară — SCI) din Croația întinsă pe o suprafață de 57,89 ha, integral marine.

## Localizare
Centrul sitului V. i M. Skala este situat la coordonatele 43°54′48″N 15°15′48″E / 43.913447°N 15.263386°E.

## Înființare
Situl V. i M. Skala a fost declarat sit de importanță comunitară în iulie 2013 pentru a proteja un număr necunoscut de specii din flora spontană și fauna sălbatică aflate în arealul zonei.

## Biodiversitate
Situată în ecoregiunea marină mediteraneană, aria protejată conține 1 habitat natural: Straturi cu Posidonia (Posidonion oceanicae).
La baza desemnării sitului se află un număr nedeclarat de specii protejate.